# Astenus lyonessius
Astenus lyonessius é uma espécie de insetos coleópteros polífagos pertencente à família Staphylinidae.
A autoridade científica da espécie é Joy, tendo sido descrita no ano de 1908.
Trata-se de uma espécie presente no território português.